# 万代南梦宫控股
万代南梦宫控股（Bandai Namco Holdings Inc.，東證1部：7832）是一家日本的控股公司，万代南梦宫集团的核心企业。

## 历史

舊標誌，使用於2005年至2022年。

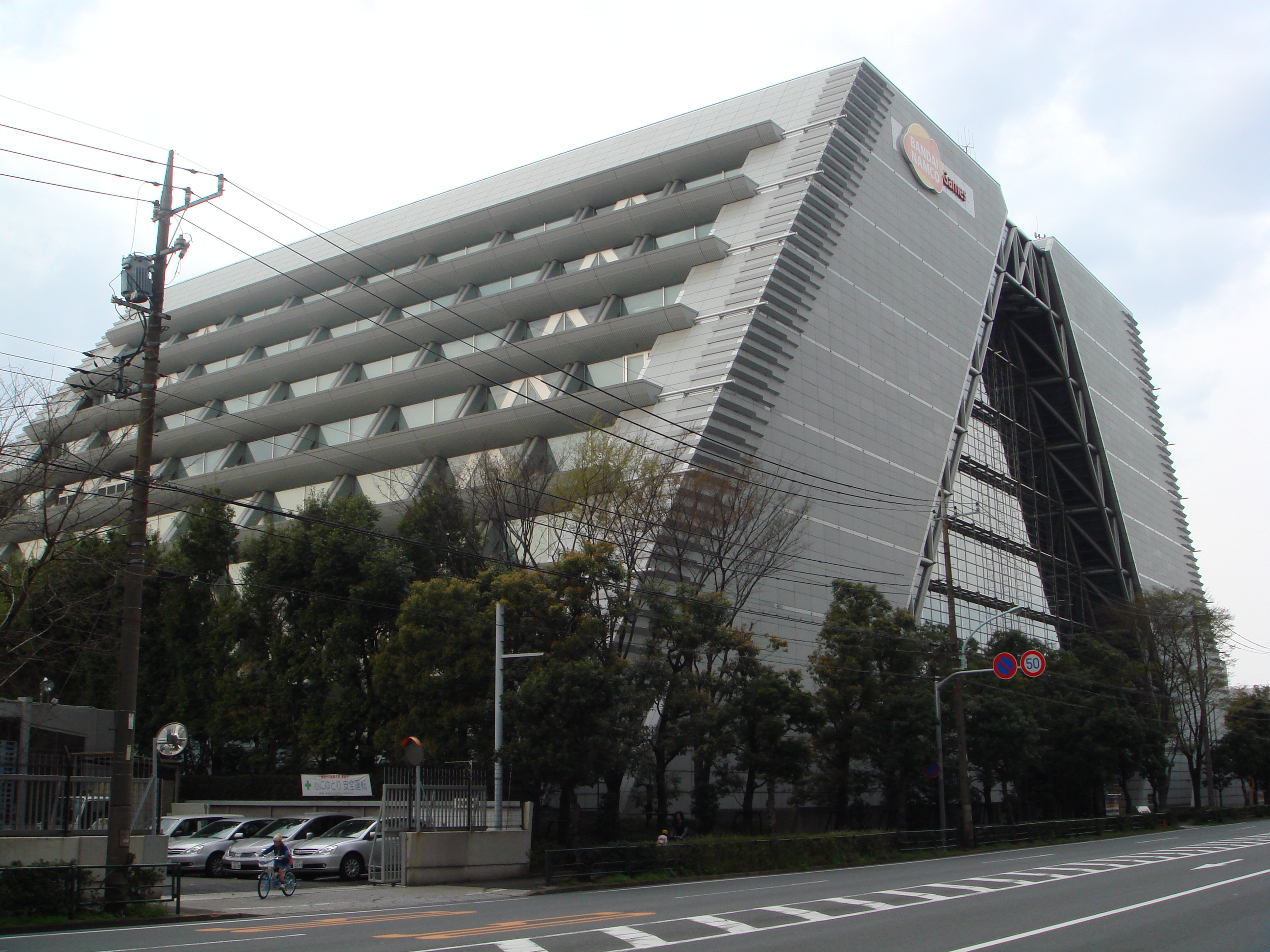
已拆除的东京都品川区万代南梦宫未來研究所舊址

- 2005年9月29日 - 由旧萬代与旧南梦宫以股份迁移的方式设立[2]，并于东京证券交易所市场第一部上市，標語口號為（梦想、游玩、感动）。
- 2006年1月 - 针对美国地区设立控股公司NAMCO BANDAI Holdings(USA)，并对旗下子公司进行重编制。
- 2006年3月 - 将原南梦宫的设施运营事业独立出来，成立新“南梦宫株式會社”（2018年4月1日更名為万代南梦宫游乐）；将集团旗下游戏事业进行整合，成立“万代南梦宫游戏”（2015年4月1日更名為万代南梦宫娛乐）。
- 2006年6月 - 将萬普（Banpresto）完全子公司化[3]。
- 2007年1月 - 针对欧洲地区设立控股公司NAMCO Holdings UK LTD，并对旗下子公司进行重编制。
- 2007年3月 - 与东映、东映动画、角川控股集团加强资金与业务上的合作。

- 2008年2月 - 将萬代影視与万代网络（日语：バンダイネットワークス）完全子公司化。
- 2008年2月 - 在新加坡成立BANDAI SOUTH ASIA PTE. LTD.。
- 2008年4月 - 在中华人民共和国广东省深圳市成立万代玩具（深圳）有限公司。
- 2009年3月 - 收购D3出版（日语：ディースリー・パブリッシャー）。
- 2009年10月 - 针对网络游戏领域设立万代南梦宫在线。
- 2014年4月 - 预定将英文公司名变更为与日文公司名相对应的BANDAI NAMCO Holdings Inc.，旗下所有子公司的名字也将一并更名。
- 2017年9月 - 决议通过预定于2017年12月在中华人民共和国上海市设立万代南梦宫（中国）投资有限公司（BANDAI NAMCO Holdings CHINA CO., LTD.）。
- 2022年4月 - 採用新的企業識別（現時標誌），並對旗下子公司進行重組及標語口號更改為「Fun for All into the Future」。

## 主要股东
数据统计于2022年9月末。
| 排名 | 股东名称                                           | 持股比例 |
| ---- | -------------------------------------------------- | -------- |
| 1    | 日本Master Trust信托银行（信托账户）               | 21.33%   |
| 2    | 日本Custody Bank银行（信托账户）                   | 9.62%    |
| 3    | 摩根大通銀行                                       | 4.97%    |
| 4    | Gilles有限公司                                     | 2.73%    |
| 5    | 中村恭子（已故南夢宮創辦人中村雅哉的女兒）         | 2.55%    |
| 6    | 野村信托银行（退休金支付信托三菱东京日联银行账户） | 2.08%    |
| 7    |                                                    | 2.00%    |
| 8    | 任天堂                                             | 1.75%    |
| 9    | 美國道富銀行西部客戶                               | 1.55%    |
| 10   | 韓國證券集中保管公司－三星集團                     | 1.52%    |

## 外部連結
- 万代南梦宫控股公司（页面存档备份，存于）（日語）